# Věra Matějů
Věra Matějů (* 26. července 1947 Praha) je česká publicistka a kurátorka.
Vystudovala filosofii. Pracovala v redakci měsíčníku Fotografie magazín, po odchodu pracovala jako tisková mluvčí.
Je dlouholetou předsedkyní Svazu českých fotografů. Vymyslela a organizuje soutěž a výstavu Praha fotografická, jejíž první ročník proběhl v roce 1995.
V roce 2012 byla oceněna Ministerstvem kultury ČR „za neprofesionální audiovizuální a výtvarné aktivity“.

## Politické působení
Je členkou KDU-ČSL, za kterou neúspěšně kandidovala do Zastupitelstva Prahy 1 ve volbách v roce 2006 a 2010 (tehdy na kandidátce sdružení Změna pro Prahu 1).